# Bishop's Stortford
Bishop's Stortford est une ville dans le Hertfordshire en Angleterre, elle est située dans le district de East Hertfordshire. Située à 18,7 kilomètres de Hertford. En 2001, la ville comptait 35 325 habitants et en 2021, elle comptait 41 242 habitants. Dans Domesday Book de 1086, il a été énuméré comme Storteford.

## Personnalité locale
- Cecil Rhodes (1853-1902), entrepreneur et homme politique, né à Netteswell House à Bishop's Stortford
- Ben Clarke (1968-), Rugbyman international
- Charli XCX (1992-), Popstar

## Jumelage de villes
Bishop's Stortford était depuis 46 ans une ville jumelée avec la ville allemande de Friedberg, en Allemagne, et Villiers-sur-Marne, en France. En 2011, l'amitié a été rompue par une lettre succincte du maire,.

Bishop's Stortford Museum (Netteswell House)

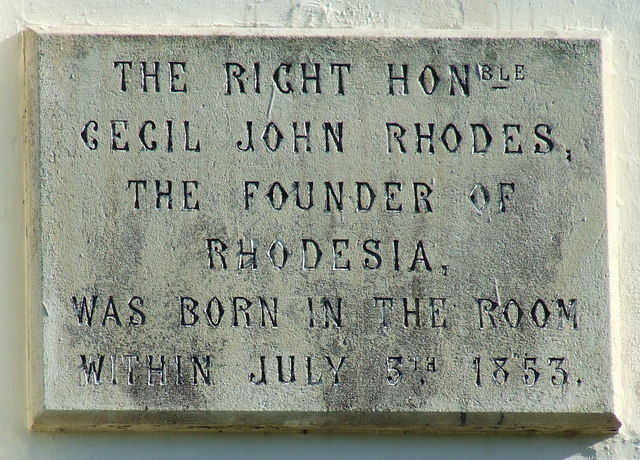
Plaque mentionnant le lieu de naissance de Cecil Rhodes, fondateur de la Rhodésie